# 战争时期的性暴力
战争时期的性暴力是指，在武装冲突、战争或武装占领期間，通常把敵方女性作为战利品，由战斗员实施的强奸或其他形式的性暴力。但有些时候特别是在種族衝突、宗教戰爭、國與國戰爭、侵略性戰爭或中小型戰役等流血衝突中，这种现象有着更广泛的社会动机。战争时期的性暴力也包括了姦殺和轮奸以及用异物进行强奸，甚至還會有姦淫敵方女性屍體的情形發生。这与在军队中实施的性骚扰和强奸不同。 战争时期的性暴力同样包括了未成年女孩和妇女或女俘虜，被占领方女性經常會被戰勝方强迫为娼，成为性奴隶或慰安婦的情况，相同於性暴力伴隨一起出現於戰爭的罪刑有「綁架、人口販賣、奴役俘虜、酷刑虐待、搶劫、破壞、縱火、驅趕、屠殺、種族滅絕、文化滅絕」等。
在战争和武装冲突期间，强奸常被用作心理战的一种，以此来羞辱敌人。战争时期的性暴力可能在多种情况下同時发生，包括长期性奴隶、特定區域發生的战役和攻擊方在攻城或佔領地同時進行屠杀、掠奪、搶劫而發生的战时性暴力，以及在對於不同文化、宗教、種族發動的戰爭也時常出現戰時性暴力；戰時性暴力也可分別為“个别”或“少數”，以及“大規模”等三種層次发生的性暴力，戰時性暴力尤其是在領土或城池，以及城市或村落和邊境地區，已落入敵方的攻佔下發生。
当强奸的实施目的是为了全部或部分摧毁一个目标群体时，其亦可被视为种族屠杀或宗教清洗；然而戰時强奸在戰爭的中小型戰役與武裝冲突地區，和進行中戰爭的軍事佔領地区，以及對於不滿政府的政治抗爭與不滿政策實施的示威活動…等，當中帶有政治鬥爭和要求實施“政治體制與國家制度的改革，以及人民提出政治訴求與請願等”的遊行活動，又或是已爆發內戰和陷入動盪混亂狀態的國家和地區，非法強姦的情形也仍是在大量的发生。虽然有一些用以控诉行凶者的法律工具，但其在1990年代才出现，且大多只适用于国际冲突，因此需要证明该冲突具有国际性以使控诉生效，这增加了取证的难度。

## 定义
“强奸”和“性侵犯”之定义有时可以互换。国际上并未有关于“战时强奸”普遍接受的定义。
国际刑事法院《罗马规约》将强奸定义为：
「实施者用生殖器不管用何种方法，多么轻微地穿过受害者的身体或强迫对方穿过自己的身体，或用任何物体、任何身体部位穿过肛门或阴道。」以及「这种侵犯是通过武力，或使用武力的威胁，如暴力、逼迫、监禁、心理压迫或是滥权，或利用有胁迫性的环境来对付另一个人，而对方并非真心地同意。」
中华人民共和国规定，强奸是指违背妇女意志，使用暴力、胁迫或者其他手段，强行与妇女发生性交的行为，或者故意与不满14周岁的幼女发生性关系的行为，主体必须是男性，对象必须是女性。但在中国发生过多起同性强奸和男性遭到女性强奸的事件，由于强奸的客体在法律中被局限于“妇女”和“幼女”，公安部门往往难以对其立案。在个别同性强奸的极端案例中，往往是以故意伤害罪论处。

## 性别

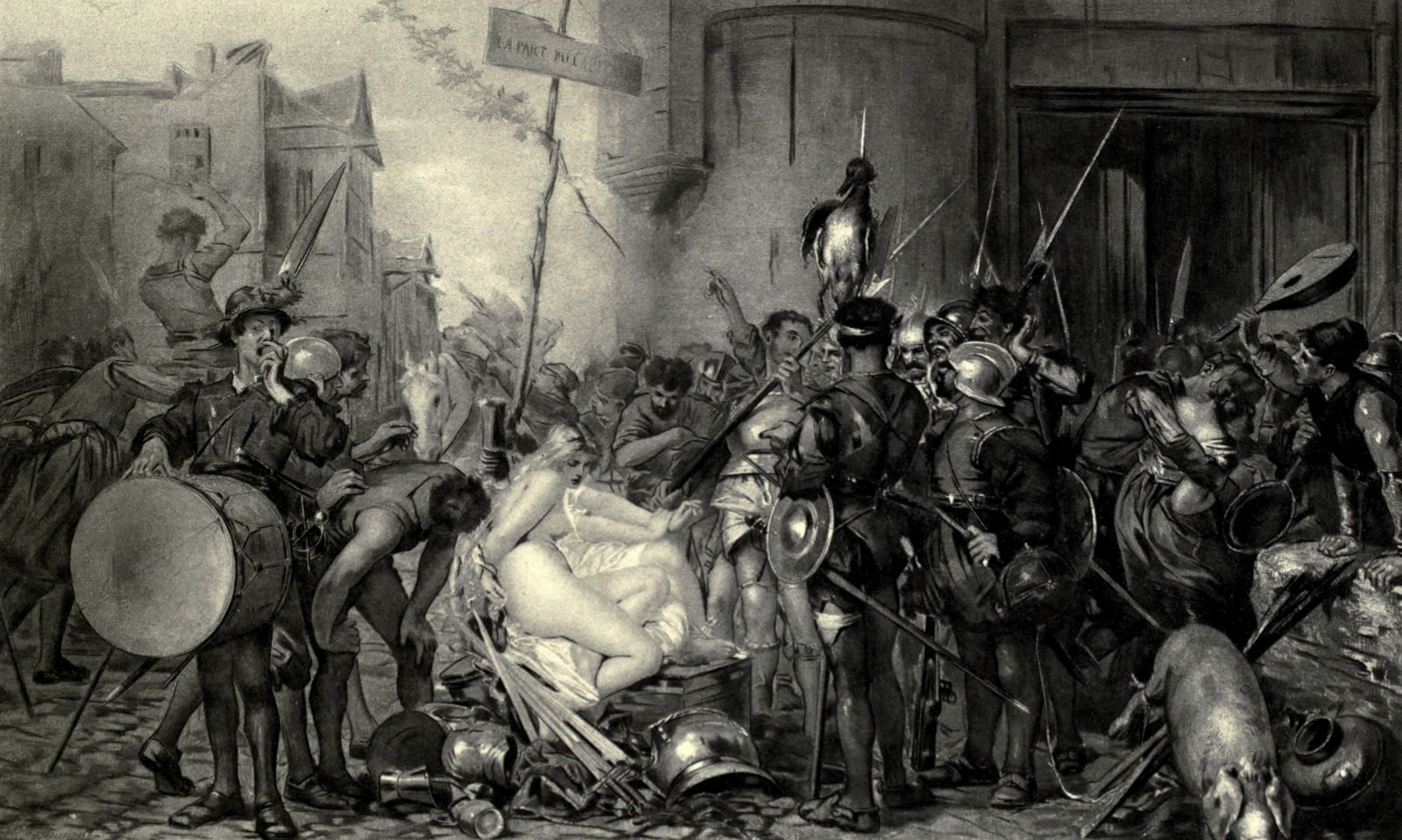
将领们对战利品的分享, 1868年.

苏珊·布朗米勒是第一个通过文献和理论概述战时强奸的历史学家。布朗米勒的论点在于，“战争为男性提供了一个绝佳的机会，他们能够释放对女性的轻视。军队的雄性特征——持有武器的特权所引发的残忍权力、军队所激发的男性精神的结合、严格遵守命令所代表的男性纪律、指挥阶层所蕴含的简单逻辑——证实了男性的长期怀疑——女性对于世界来说是不重要且肤浅的。”她写道，强奸伴随着胜利方的领土扩张，作为战争的一种战利品而出现，并且，“这些实施强奸的男人们本是普通人，但通过进入这世上最独一无二的男性俱乐部而变得非同寻常。”
凯利·D·阿什金观察到，战争中越来越多的受害者是平民。据估计，超过4千5百万的平民在二战期间丧生。男性和女性平民均可能在战争中受到折磨，但许多研究表明，女性遭到强奸的可能性更大。这可能因为男性在遭到强奸后不愿报案，以及非政府组织一般更关注女性受害者。针对女性和儿童的性暴力行凶者“不仅包括敌方平民和部队，也包括友军和本国居民，甚至军队中的战友。”
战时强奸的受害者通常是“平民”，该分类最早在19世纪得到承认。虽然历史上一直记录有针对女性的战时强奸，保护武装冲突中平民的法律一直倾向于不承认对女性的性侵犯。甚至当战争法承认并禁止性侵犯时，也少有人提起诉讼。阿什金认为，战争法助长了这样一种态度，即针对女性的性侵犯并不是那么重要的罪行，不值得提起诉讼。战时强奸一直是战争中的一个隐藏要素，直到最近人权观察组织才指出，战时强奸具有极强的性别针对性——男性针对女性的虐待。这种性别针对性使战时强奸“被简单地描绘为性冲动或人的本能，而这种认知使冲突中性虐待的政治性减弱，导致其作为一种战争犯罪被忽略。”
“胜利者获得战利品”原则造成的悲剧已经延续了几个世纪，妇女因此成为战利品的一部分。更糟的是，战时强奸并不受重视。只被认为是输送男性上战场的不幸但不可避免的副作用。同时，战时强奸在过去还被认为是对士兵的有形奖励（该奖励不定期发放），以及士兵男性能力和胜利的体现。古代战时强奸的资料中，哈罗德·华盛顿认为战争本身就是一场强奸，而被袭击的城市即为受害者。他指出，战时强奸基于对于女性和男性地位的刻板印象产生，即人们普遍认为施暴的权力属于男性，而女性则为其受害者。

### 针对男性的强奸
在战争时期，由其他男性实施的，针对男性的强奸亦很普遍。劳拉·斯腾佩尔2009年的一项研究发现， 针对男性的强奸在世界范围内的冲突中均有所记录。比如，1980年代萨尔瓦多76%的男性政治犯，以及萨拉热窝集中营80%的囚犯均被报道遭到强奸和性虐待。斯腾佩尔总结道，“考虑到该问题的普遍性，对男性在冲突中遭到性虐待的忽视是十分令人不安的。”约翰霍普金斯大学护理学院的默文·克里斯蒂安发现，男性强奸大多未被报道。
根据2010年美国医学协会期刊发布的研究，刚果民主共和国东部地区的30%女性和22%男性称其在冲突中遭遇性暴力. 同样，斯腾佩尔2009年的一项调查显示萨尔瓦多内战期间，76%的男性政治犯经历了性虐待和强奸；波斯尼亚战争中萨尔瓦多集中营中80%的囚犯亦遭受同等境遇。虽然普遍认为冲突期间的强奸主要针对女性，这些数据显示了针对男性的性暴力并不是偶尔发生的。对男性遭遇性暴力这一问题的缺乏重视与长期以来缺少报道有关。虽然强奸对男性和女性造成的心理和生理伤害是相似的，男性受害者更不愿向家人和有关当局讲述他们的遭遇。
据《卫报》报道，“行凶者和受害者都会对此保持沉默，而且男性受害者通常会发现，一旦他们的故事被公开，他们会失去周围人的支持。在许多发展中国家，特定的社会环境使性别角色被严格的定义…通常…当妻子发现她们的丈夫被强奸后会选择离开他们。“她们问我：‘所以现在我将怎样和他一起生活？以什么角色？这里还有丈夫存在吗？我还算一个妻子吗？’她们问道：‘如果他可能被强奸，那谁来保护我呢？’”
在社会等级制度上建立的性别角色在实施暴力时受到关注。男性因为被定位为资源搜获者与保护者的角色，无法自保的男性往往直接被认定没有尽义务的能力因而没有存在的价值。在冲突状态下，针对男性的强奸更是直接威胁了这个角色定位、并被视为会对族群的集体安全感带来损害。相似的，男性的“实施”者角色和女性的“接受”者角色相对，在传统的性关系中描绘了这种建构性的力量对比关系，而有经历女性主义抬头的社会往往更进一步地深化这个观念，将男性定位为施暴者而女性则定位为受害者以作为社会变革诉求的理论基础。因此，男性强奸受害者经历了最大程度上的“羞辱”，考虑到在根深蒂固的社会角色中他们往往被认作是获得满足的一方。此外，在保守的传统社会中他们会因此遭受极大程度的污名化，因为在保守社会环境下同性间的性关系——不管是否得到双方同意——会遭受极为严厉的惩罚。比如说，乌干达的男性强奸受害者解释说他们之所以不敢说出真相，是因为害怕被认作同性恋。由于同性恋在乌干达被普遍谴责，性暴力的男性受害者常常很难得到适当的支持，因为他们被指责为同性恋。在一些特定情况下，有关暴力和性行为的性别角色如此根深蒂固，以至于人们无法相信存在男性强奸这样的事情。

## 法律
20世纪，相关法律已被提出用以解决针对战时强奸行凶者的诉讼。同样，各国也有针对战时强奸受害者和行凶者的相关法律。
战时法庭针对强奸者的诉讼是一项新的发展。通常来说，人道法关注的是对平民的虐待和“任何非军事必需的破坏”。战时强奸很少被控诉为战争罪。二战后，纽伦堡军事法庭未能判定纳粹犯强奸罪，即使目击者出庭作证其在战时实施强奸。东京战争罪军事法庭判定日本官方“未能阻止强奸”在南京大屠杀中的发生，这也被称为“南京强奸”。法官理查德·戈德斯通作为前南斯拉夫国际法庭的首席检察官，表示“强奸从来没有得到国际社会的关注”。1974年生效的联合国“在非常状态和武装冲突中保护妇女和儿童宣言”未特别提及强奸。
一些学者指出，国际法或适用的人道法中缺乏对战时强奸的明确定义，但这不能被行凶者在辩护中滥用。战争法和惯例禁止如“非人道对待”或“非礼”等犯罪，此外国内军队守则和国内公民守则（国内法）也可能判定性侵犯有罪。

### 二战前的人道法
西塞罗是最早有记录提出“战争法”或“战争传统”的人之一，他督促士兵遵守战争规则，因为遵守规则使“人”和“野兽”区别开来。占领敌人的财富被认为是战争自身合法性的来源，而女人属于“财产”的一类，因为她们被认为是男人的合法属物，不管这个男人是父亲、丈夫、奴隶主还是监护人。在这种情况下，对女人的强奸被认为是侵犯了这个女人所属男人的财产。
古希腊人认为，战时强奸女性“没有违反战争规则，是得到社会接受的行为”。同时，战斗员认为被征服的女性是“合法的战利品，能被用作妻子、情妇、奴隶或军营获胜的奖励。”
在中世纪，直到19世纪，这种态度和行为仍占上风，且在战时对女性的保护与和平时期对女性的法律保护间接相关。中世纪的欧洲，女性在法律上被认作是低等性别，特別是中世紀各民族創建各國王國後所發生的種族衝突。儘管天主教会尽力在封建時代下的中世紀战争中避免强奸发生：“上帝的和平”协会以不鼓励士兵在戰爭時期或通常情况下袭击妇女和一般平民；也通过宣传基督教骑士和其他宗教騎士團“行侠仗义”的理想状态，雖然不是每場戰役都能引起避免“強姦”的發生和能讓中世紀所有歐洲各個王國的每位軍士都接納，但也引起了一定的保護作用，時常保护了无辜者并避免进入无法纪状态的發生，可多次在歐洲各地發動宗教戰爭或對異教徒的征服和歐洲各地收復失地運動等歷史事件，原先理想與天主教義逐漸被世人淡忘，而且許多軍士甚至被勝利與利益的誘惑折服，逐漸了成為不可逆的情況。
根据法德勒，中世纪伊斯兰军队的法律对犯强奸罪的人施以严惩。 对这些罪行的惩罚是十分严厉的，包括死刑，不管行凶者的政治和宗教背景如何。 但對於非伊斯蘭教徒的聖戰和征服，又或是對非穆斯林信徒將其犯下強姦罪或奴役，時常被大事化小又小事化無。
1159年，索尔兹伯里的约翰写出《论政治的原理》一书，希望借此规范在“合法”战争中军队的行为。索尔兹伯里相信偷盗和劫掠应当受到最严厉的惩罚；但同时也相信，遵守上级的命令，不管是合法还是不合法，道德还是不道德，都是一个士兵的终极职责。
15、16世纪，虽然战争法受到重视并更为系统化，女性仍是以各种方式成为占领者（男性）的可得物品。著名作家弗朗西斯科·维多利亚支持一个逐渐兴起的新观点，即荣耀和占领欲并不应当成为一场战争发起的理由。法学家阿尔贝里科·金泰利坚持认为所有女性，包括女性战斗员，都应当从战时性骚扰中解脱出来。然而，在实际情况中战时强奸十分常见。
有人认为，战时强奸流行的其中一个原因在于，当时军事圈中支持这样一种观点：所有人，包括妇女和儿童，都始终是敌人，因此交战方有权利征服他们。中世纪后期，战争法甚至认为战时强奸暗示着男人在战场的胜利，而且“有机会强奸和劫掠是士兵们能得到的为数不多的奖励，是他们的长官不定期赋予他们的…强奸女性变成衡量胜利的一种方式，士兵男性力量和成功的证明，对服务奉献的一种有形奖励…确实是战争的奖励。”
在历史上，战时强奸不一定是为恐吓敌人所做的一种努力，更多的是作为胜利后的一种补偿奖励。很少有证据显示上级会定期的要求下属强奸敌人。随着历史的发展，战争变得越来越有纪律性、具体和有组织性。中世纪晚期，有了第一项针对战争罪的诉讼。
胡果·格老秀斯被认为是国际法之父，并是第一个努力使国际战争法更为系统化的人。他总结道：强奸“在战争时期也应该像和平时期一样受到惩罚。”埃默里希·瓦特尔呼吁平民抵抗战时面对的蹂躏，认为男性和女性平民都应当作为非战斗员对待，他也因此成为一个有影响力的人物。
18世纪末期到19世纪，条约和战争守则开始有了对女性的一些保护条款，虽然这些条文并不明晰：1785年友好通商条约具体阐述了在战争中“妇女和儿童不应当受到骚扰”。美国战争规则和条款第20号增补案（1874年）第20条罗列了以下应当受到严厉惩罚的行为“暗杀、谋杀、恶意伤人或致残、强奸。”布鲁塞尔宣言（1874年）表示，“家庭荣誉和权利…应当受到尊重。” 
19世纪，对士兵、囚犯、伤者和平民的待遇有所进步，战时法的核心理念得到了重视。然而，虽然战争惯例使士兵和平民得到更多人道待遇，新武器的出现和技术的发展使破坏性更强，并改变了战争的机制。
利伯守则（1863）是第一部有关陆地战国际惯例的法典，该法典的编撰向人道法的产生迈进了重要的一步。利伯守则强调对平民的保护，并强调“所有的强奸都被严厉禁止，否则将受到死刑的惩罚”，这是人道法惯例中第一次禁止强奸。1899年《海牙公约》第46条以及1907年有关陆地战的条款明确要求“家族尊严和权利，以及人的生命必须得到占领方的尊重”.
一战后，戰爭發起者責任與刑罰委員會于1919年成立，调查德国和其他轴心国在战争期间犯下的暴行。在调查中，委员会找到大量性暴力的证据，包括强奸和强迫为娼，违反了战争法和战争惯例。但委员会对此提起诉讼的努力最终失败。

#### 第二次世界大战
二战后，纽伦堡和东京军事法庭成为第一个有重要影响力的国际法庭。胜利的同盟国一方分别于1945年和1946年建立这两个法庭，用于对欧洲轴心国（实际上只有德国）和日本的主要战犯提起诉讼，这些诉讼包括反和平罪、战争罪、反人类罪。将性暴力作为战争罪提起诉讼成为可能，因为可以将战时强奸认作对1899和1907《海牙公约》要求“家族尊严和权利，以及人的生命必须得到占领方的尊重”条款的违反。"
同时，有证据证明此前性暴力曾被宣判为战争罪的案例，因此战时强奸可以根据惯例法和/或《国际军事法庭宪章》第六条：“绑架平民使其成为奴隶或其他用途”和“非军事必需的绑架”起诉。同样，根据《纽伦堡宪章》第六条“其他非人道行为”和“奴役”，战时强奸也可被起诉犯人类罪。然而，虽然有二战期间欧洲性暴力的证据，起诉意愿的缺乏使强奸和性暴力未在纽伦堡法庭上被起诉。
东京国际军事法庭以“非人道待遇”、“虐待”和“未尊重家庭尊严和权利”等战争罪起诉性暴力和战时强奸犯。根据诉讼，有超过2万名妇女和女孩在日军占领南京后的第一个星期遭到强奸。东京国际军事法庭掌握大量性暴力的罪证，包括受害者的出庭证词和公开的记录。日本第14方面军指挥官山下将军被证实犯有“命令实施强奸”的罪行。35名荷兰慰安妇在1948年巴达维亚军事法庭上成功提起诉讼。

### 1949 日内瓦公约
1949年《日内瓦公约》共同第三条规定，不实际参加战事之人员，包括放下武器之武装部队人员及因病、伤、拘留、或其它原因而失去战斗力之人员在内，在一切情况下都禁止“对生命与人身施以暴力，特别如各种谋杀、残伤肢体、虐待及酷刑”及“损害个人尊严，特别如侮辱与降低身份的待遇”。
1949年日内瓦第四公约第27条禁止战时强奸和在国际冲突中强迫为娼。
1949年日内瓦公约所列禁止条款在1977年第一附加议定书和第二附加议定书中得到加强。

#### 种族屠杀
1998年，卢旺达国际刑事法庭在联合国主持下建立，并作出了标志性的决议——根据国际法将强奸判定为种族屠杀罪。对卢旺达塔巴社区前领导人阿卡叶苏的判决建立了“强奸是种族屠杀罪的一部分”的先例。法庭认为，“性侵犯构成了摧毁图西族整个族群进程的一个内在部分，强奸是有计划性并只针对图西族女性实施，其动机是试图在整体上或部分摧毁一个民族、人种、族群或宗教团体等。”
现为联合国高级人权专员的法官纳维·皮莱在判决后发表声明：“从太古时代起，强奸就被认作是战争的战利品。现在它将会被认作战争罪。我们希望借此传达一个重要信息，即强奸再也不是战争胜利的标志。” 据估计有50万女性在1994年卢旺达大屠杀中遭受强奸。
教授保罗·沃尔特斯在2005年4月获得罗德斯大学法律荣誉博士学位时的声明中写道：
在她主持卢旺达国际法庭期间，法庭判决塔巴社区领导人犯有强奸罪，他通过强奸“瓦解意志、生活的勇气和生命自身”。
阿卡叶苏案是国际法庭对1948年防止及惩治危害种族罪公约的首次阐释和运用。法庭认定强奸（被定义为“用暴力、威胁等手段，強迫被害人进行性行为”）和性侵是种族屠杀行为的一种，只要其动机是为了在整体上或部分摧毁一个目标群体。

### 反人类罪和战争罪
《罗马规约》规定了国际刑事法院的管辖权，认定：强奸、性奴隶、强迫为娼、强迫怀孕、强迫绝育、或“其他任何形式的性暴力”，如果该行为是普遍或精心设计的，就构成反人类罪。
在前南斯拉夫国际法庭上，强奸第一次被判定为反人类罪。国际法庭根据日内瓦公约及对战争法和惯例的违反签发了逮捕令。具体来说，法庭认定，在1992年被军事占领后，福卡（波斯尼亚和黑塞戈维亚东南部）地区的穆斯林女性遭受了波斯尼亚塞族士兵、警察和辅助军有计划且普遍的轮奸、虐待并成为性奴。 起诉书具有十分重要的法律作用，这是第一次在折磨和奴役的框架下，性骚扰被调查以用于起诉其犯反人类罪。起诉书于2001年的判决后生效，前南斯拉夫国际法庭认定强奸和性奴役构成反人类罪。该判决挑战了长期以来认为对女性的强奸和性奴役是战争内在组成部分的看法。 前南斯拉夫国际法庭发现三名波斯利亚塞族人在福卡强奸了波斯利亚穆斯林妇女和女孩（其中一些在12到15岁之间），另外还有两名男性拘禁妇女及女孩，使之成为性奴，犯反人类罪。大部分女性最终失踪。

## 联合国关于战时强奸的决议
2008年，联合国安理会提出1820号决议，强调“强奸和其他形式的性暴力都可能构成战争罪、反人类罪或是种族屠杀的一部分”。
2013年，联合国颁布了其最为广泛的有关战时强奸的决议，要求所有武装冲突各方全部且立即停止所有形式的性暴力。该决议强调，性暴力可能构成战争罪或助长种族屠杀，呼吁对冲突中性暴力更严密的监控，并督促联合国和捐赠者帮助幸存者。
同样在2013年，联合国安理会一致通过2122号决议，支持在战争中遭到强奸的妇女和女孩享有堕胎的权利，“强调她们得到全方位健康服务的需要，包括处理因强奸而引起的怀孕，且不应受到歧视。” 联合国秘书长潘基文此前（2013年9月）即建议联合国安理会，认为“根据国际人权和人道法”，女孩和妇女应当能够“得到安全的终止因强奸造成的妊娠的医疗服务，而不必遭受歧视。”2013年3月，潘基文同样建议安理会保证在战争中被强奸的妇女能享有堕胎服务。

## 历史记录

### 古代或紀元前
强奸在历史时期普遍地伴随着战争行为，古代美索不達米亞的各部落族群或王朝交替下的衝突，在一些古代史學家或當代或古希臘哲學家的作品也經常出現蛛絲馬跡 ，如：巴比倫與亞述帝國、古埃及擴張、古希腊人與波斯帝國的擴張和征戰，例如:波希戰爭、特洛伊戰爭、麥西尼亞戰爭等戰役皆會出現強姦與劫掠破壞的案例。
另外馬其頓王國崛起和亞歷山大東征，以及隨後的繼承者戰爭、古罗马军队從共和時期到帝國時代所对外擴張戰爭或對內的鎮壓衝突(如布匿战争、馬其頓戰爭、同盟者戰爭 (前91至前88年)、高盧戰爭、羅馬奴隸戰爭…等)，一直再到羅馬分裂和西羅馬滅亡，都有史學家對羅馬共和國和羅馬帝國的强奸和屠殺、洗劫等行為有所记录且並非少數個案。见于文献的有诸如古代作者荷马，希罗多德和蒂托·李維、修昔提底斯、老普林尼、塔西陀、日耳曼尼亞志和編年史、羅馬建城以來史等作家和史學家及作品。

### 古中國朝代
古中國從中國史前時代的各部落史前戰爭和神話時代，以及王朝之間的征伐、各朝代部族叛亂的鎮壓，從夏朝、商朝建立以前或以後，具山海經或各年代百姓口耳代代相傳，都有發生過戰後洗劫或強姦，以及殘殺異己或他族的事也頗為常見；經歷代史家或學者記載，古中國的夏商周三代或更早以前的中國石器時代到中國新石器時代的龍山文化等時期，因戰爭或災難而出現的奴隸更為常見，然而奴隸更被分為官奴和私屬，甚至有部分學者認為早已在石器時代就出現奴隸制度。
周王朝從周公东征、西周昭王南征、穆王西征、夷王伐戎、犬戎攻周之戰，再到春秋時期的周朝各諸侯國相互攻伐併吞稱等戰役，以及往後戰國時期各大小戰役及最後的秦統一六國皆有部分歷史被當代官方正史或詩人或作家以及民間百姓的野史記載著 《例如:春秋書、四書五經、周易、穆天子傳...等》 ，周王朝代戰勝國對戰敗國進行戰爭劫掠和戰爭強姦以及屠城等事蹟，但更多的是將敵國的庶人或戰俘當作奴隸，特別是在於戰國時期，例如:楚滅魯之戰、齊破燕之戰、齊滅宋之戰、濟西之戰、宜陽之戰、趙滅中山之戰，可相反於提倡君子之爭的春秋時期，當時代的戰爭併吞諸侯國，反而在戰爭時的性暴力較為少見，卻更多來自於戰後奴隸與戰俘的處置，通常戰勝國會將已滅亡的諸侯國或從戰敗國領地抓到的王公貴族或戰俘及當地百姓作為奴隸進行發配。
然而這些奴隸也可能因身份問題而讓自己的命運與下場不一，自夏商以来崇尚祭祀典礼。《礼记》载：“祭礼与其敬不足而礼有馀也，不若礼不足而敬有馀也。”说的是祭祀祖先和上天，就要尽善尽美。除了必备的牲畜，俘虏也常被作为祭品，甲骨文中就有“劓刵”的记载。在王室贵族人的眼中，俘虏就是比牲畜还贱的东西，可以任意处置。当然在俘虏中，那些长相好看的，稍微有点儿本事的，可能就会被作为奴隶，被贵族子弟们招募为佣人，运气好的甚至还能出将入相，但近代有更多歷史學者考古到當代野史文獻如堅瓠集、東周策…等當代文書，指出營妓制度和官妓是從春秋時期開始，例如：春秋時期齊國管仲設置「女閭」、「女市」，以興辦妓院課稅充國庫之用，並為吸引拉攏四方遊士。一般認為這是官妓的開端。當時被充做妓女的主要有三類不同背景的女性：
- 由鄉村流入城市謀生困難的女性，或破落的小工商、小手工業者家庭的女眷；
- 已被充當為奴隸的女性；
- 戰勝國作戰時從戰敗國領地所俘虜回來的女性。

在此以後，當時許多諸侯也爭相仿效，甚至制定出更多名目，例如：以妓制敵、以妓勞軍、以妓侍宿等，此部分讓歷史學家們，同時具有考古實證的則是越王勾践的作法，歷史學家們也是從吳越春秋當中考古而來。
秦朝時期秦征百越雖未有紀載戰爭強姦之事，但也因為戰爭和秦軍徵發了更多罪犯戍邊等因素，很多秦軍士卒或被流放的罪犯迎娶當地女子為妻納妾進行通婚，並在趙佗的主持下，秦王朝開始緩和越人與統治者間的關係。隨著通婚規模的擴大，北來戍邊者亦變得日益越化；秦末大澤鄉起義和秦末民變因起義和戰爭等因素多有劫掠等問題，戰爭強姦於劉邦破秦和鴻門宴等事件進入楚漢戰爭階段後，項羽聯軍入咸陽殺秦王子嬰和屠燒劫掠咸陽之時和彭城之戰和其他戰役，皆有發生多起楚軍或漢軍因軍紀敗壞等問題，導致軍人強姦當地婦女或軍人大規模屠殺之事；具《史記·項羽本紀》記載，項羽六次大屠殺：第一次襄城屠城，第二次城陽大屠殺，第三次新安大屠殺，第四次咸陽大屠殺，第五次破齊大屠殺，坑殺田榮降卒。第六次在外黃時，有一個十二歲少年勸說項羽不要屠城，項羽同意。
漢王朝根據漢書和漢紀，以及史記和各方野史的諸多紀載指出，從西漢漢朝南擴(漢平滇國之戰、漢平東越之戰、漢平南越之戰 )以及面對匈奴的戰爭或邊疆大小戰役(馬邑之謀、漠北之戰、上郡之战、漢攻大宛之戰、漢滅衛氏朝鮮之戰、浚稽山之戰、燕然山之戰、趙充國平西羌之戰、郅支圍城戰)有部分野史具有紀載漢軍因軍紀敗壞或攻城掠地等因素，姦淫他國或該當地婦女之事蹟，如:漢滅衛氏朝鮮之戰、趙充國平西羌之戰、漢攻大宛之戰、漢匈戰爭、漢朝南擴等。
根據王莽傳，新朝皇帝王莽代漢篡位，導致漢王朝境內發生割據動亂於東漢統一戰爭後，東漢光武帝劉秀也曾經屠唐子鄉、並縱容下屬吳漢屠成都、劉嘉屠長聚及唐子鄉、臧宮連屠大城；東漢到三國時期也發生多起戰事及動亂割據，如:馬援征嶺南之戰、黃巾之亂、董卓進京、李傕、郭汜之亂、陶謙討伐戰、曹操與張繡的戰爭、袁術討伐戰、呂布討伐戰、易京之戰、曹操征伐徐州之戰（劉備討伐戰）、官渡之戰、倉亭之戰、鄴之戰、南皮之戰、壺關之戰、白狼山之戰、曹魏與高句麗的戰爭、曹魏滅蜀漢之戰、晉滅吳之戰、司馬懿攻滅公孫淵之戰等戰役皆有發生過大規模屠城劫掠和戰爭強姦等事蹟，野史記載《三國志》曹操至少有五次屠城記錄分別為(194年，曹操屠徐州，初平四年，曹操击谦，破彭城傅阳。谦退保郯，操攻之不能克，乃还。过拔取虑、雎陵、夏丘，皆屠之。凡杀男女数十万人，鸡犬无余，泗水为之不流，自是五县城保，无复行迹。---《后汉书》;195年曹操屠雍丘; 198年曹军屠彭城; 204年曹操屠邺城; 207年，曹操屠乌丸)
晉朝於八王之亂後引起五胡亂華的永嘉之禍，因匈奴擊敗西晉京師洛陽的守軍，進城後大肆搶掠殺戮，更俘擄晉懷帝等王公大臣，北方及中原漢族士族臣民從西晉京師洛陽南逃，史稱衣冠南渡，及後西晉於316年滅亡。公元648年成書的《晉書》卷102〈劉聰載記〉載「三萬餘人」被殺，現代學者一般引用此數據。進入東晉時代後，至五胡十六國和南北朝時期，入侵中原北方的胡族相當兇殘野蠻，甚至還有吃人肉的習慣，其中又以羯人、白種匈奴、鮮卑族最為可怕，五胡爲爭奪糧草資源，便會縱兵搶掠百姓、搜刮糧食、搶奪財物，連人都不放過，尤其是女人，胡人直接把擄掠來的該當地女子，特別為漢族女子做為軍糧，直接稱呼為「兩腳羊」，大量漢族女人被搶後，胡族士兵需要時或夜晚就抓來姦淫作樂，如果肚子餓或遇上打仗、行軍缺糧或是持久性作戰的時候就直接宰殺烹煮，五胡十六國時期各國作戰皆會屠城和劫掠燒殺，特別為十六國之一的後趙政權“石虎和石勒”等兩人最為臭名，具《十六國春秋》和部分民間野史與當朝代正史紀載，因東漢末年群雄割據，至西晉統一時全國人口大約接近2000萬左右，但又經過「八王之亂」和「五胡亂華」後，中原北方人口約僅存400萬到700萬左右。冉閔有解放鄴都後，一次解救被掠奪的漢族少女就達20萬，並且下達殺胡令。
南北朝時期被稱為民族大融合時期。北魏孝文帝排除種種阻力，終於完成了遷都洛陽的大舉措。而遷都洛陽後，為便於統治，又下詔，命鮮卑貴族説習漢俗，説漢語，着漢族服裝，改漢姓，並命皇室子弟娶漢人士族之女為妻，貴族女人也多嫁漢人士族為妻。這樣，從北魏又分裂為東西兩魏乃至北周和北齊之後，事實上鮮卑統治者基本上已經完成了血統上的鮮漢一統。到了漢族重新掌領朝廷的隋之前的北周，由於年年對南朝梁的征戰，不斷蠶食，終於從一州之地，一直打到江邊，最後，全部吞併了南朝梁國。北周鮮卑貴族當時尚是府兵制。初為八柱國下十二都督下二十四開府。每一次的戰爭，除了掠地封土，搶劫南朝金珠財寶之外，就是劫掠大批的南朝俘虜。南朝俘虜中，不僅只是南朝王公和他們的妻女和南朝士兵，還有大量的一般百姓。一次戰爭，往往俘掠人口達數萬之多。南朝的這些婦女孩子和奴隸被押往北朝的隊伍，有時綿綿長達上百里。這些俘虜中，除了青壯勞力，更多的還有女人和孩子。很多本是南朝貴族官吏家的女孩子，被押往北朝後，但凡有姿色過人且知書習文並是南朝貴族血統的女孩子，於是便被朝廷統一造冊，然後分賜給北朝諸多王公子弟為侍妾。她們被統稱為“罪人之後”。南北朝時期有被《晉書》、《南史》、《北史》、《梁書》、《陳書》、《魏書》、《北齊書》、《周書》等記載，魏燕之戰、西秦攻北涼之戰、梁與北魏的戰爭、北齊攻梁之戰、北周統一北方、北周滅北齊之戰、青州之戰、隋滅陳之戰等大小型戰役，皆有縱兵燒殺劫掠姦淫之紀錄。

### 中世紀

#### 歐洲外來入侵者或王國間的戰爭
中世紀前期東歐因西元375年開始出現歐洲民族大遷徙和眾多外族入侵及帝國攻防戰爭等諸多原因，導致西羅馬帝國滅亡、羅馬之劫 (410年)的出現，開始了歐洲黑暗時代邁入中世紀，然而東歐的東羅馬帝國也前後東羅馬帝國介入或周邊王國發生的戰爭，如:羅馬-波斯戰爭、哥特戰爭 (535年－554年)、汪達爾戰爭、尼卡暴動、查士丁尼西征、拜占庭－薩珊戰爭 (602年－628年)、君士坦丁堡之圍 (674年－678年)、阿拔斯入侵小亞細亞 (782年)、斯维亚托斯拉夫入侵保加利亚、普利斯卡戰役、罗斯–拜占庭战争 (907年)、西扎围城战、門德雷斯河畔安條克戰役、拜占庭-阿拉伯戰爭、拜占庭-喬治亞戰爭、密列奧塞法隆戰役、庫拉卡希薩爾之圍、拜占庭－保加利亚战争、多次十字軍東征、拜占庭－奧斯曼戰爭、君士坦丁堡之圍 (1204年)、北方十字軍入侵、楚德湖戰役、蒙古侵略歐洲、君士坦丁堡的陷落等大小戰爭，經當代史學家如普羅科匹厄斯、該撒利亞的優西比烏...等人物所紀載，以及現代眾多歷史學家的考古和研究，拜占庭帝國因宗教分裂及外族入侵等問題，拜占庭帝國戰後和滅亡的時候，以及周邊王國征伐戰後的人民，也就經常飽受戰爭洗劫和外族士兵對於當地婦女的強姦行為，因此中世紀時期的居民經常為了躲避戰爭的禍害，所以經常都會進行遷徙或融入他族。
影視作品與記載：帝國崛起：鄂圖曼（電影）、征服 1453（電影）
北歐地區斯堪的纳维亚的维京人在8世纪晚期到11世纪早期在欧洲广泛地掠夺和殖民，素有奸掠的名声。维京人在不列颠和爱尔兰的定居点被认为是男性的国度，因为维京女人在这些地方太少。不列颠群岛的女人在冰岛的古代文字中即有记载，说明维京探险者会从不列颠和爱尔兰掠取妻子。，北歐也有諸多戰役皆有戰爭強姦或種族清洗及搶劫等，相關文學或史書紀載，以及被現代考古學家紀錄，比如:日耳曼人的《希爾德布蘭特之歌》、盎格魯-撒克遜人的《貝奧武甫》（一譯《貝奧武夫》）以及冰島的《埃達》和《薩迦》、騎士精神;，以及蘭克、戴布流克等歷史學家考古研究後紀載，北歐和中歐的戰爭比如:維京入侵、瑞典解放戰爭、立陶宛十字軍、波蘭-立陶宛-條頓戰爭...等
西歐和南歐地區因西羅馬滅亡後，歐洲各地出現很多由蠻族所建立的王國，如:
日耳曼人國家(阿勒曼尼亞王國、盎格魯－撒克遜七王國、巴伐利亞公國、勃艮第王國、勃艮第人王國、法蘭克王國、菲士蘭王國、格皮德王國、赫魯利王國、倫巴底王國、蘇維匯王國、東哥德王國、魯吉王國、薩克森公國、希里安王國、圖林根王國、汪達爾－阿蘭王國、西哥特王國)
凱爾特人國家(柏溫德王國、科瓦努耶王國、頓諾尼亞王國、古北方諸王國、威爾斯諸小王國、皮克特王國)、斯拉夫人國家(安特部落聯盟、卡蘭塔尼亞親王國、薩莫帝國、斯拉文部落聯盟)
柏柏爾人國家(毛羅－羅馬王國、阿爾塔瓦王國、瓦爾塞尼斯王國、奧雷斯王國)
匈人國家(匈人帝國)   
阿瓦爾人國家(阿瓦爾汗國)
突厥人國家(保加爾汗國)
伊朗人國家(阿蘭王國)
從中世紀前期到中世紀中期，最後再到中世紀後期，這些蠻族王國彼此互相征伐和東羅馬帝國收復失地，以及中世紀歐洲新興勢力以及各方宗教的崛起，有時會有宗教戰爭或文化戰爭的部分因素或衝突，出現在各個戰爭當中，如:圖爾戰役、薩克森戰爭、穆斯林征服西西里、第二次萊希菲爾德之戰 (955)、諾曼征服英格蘭、曼齊刻爾特戰役、薩拉卡戰役、坦什布賴戰役、奧里基戰役、多次十字軍東征、拉斯納瓦斯·德·托洛薩會戰、1213年－1214年英法戰爭、第一次男爵戰爭、第二次男爵戰爭、英法百年戰爭、札克雷暴動、涅瓦河之戰、瓦特·泰勒農民起義、西西里晚禱戰爭、梅洛里亞海戰、蘇格蘭獨立戰爭、金馬刺戰役、丹麥-漢薩同盟戰爭、基奧賈戰爭、阿爾茹巴羅塔戰役、十三年戰爭、貝爾格勒圍城戰 (1456年)、威尼斯-鄂圖曼戰爭、格拉納達戰爭、義大利戰爭，以上戰爭於中世紀期間所發生，雙方相互征伐的過程，對於敵國異族的女性實以性暴力和戰爭當中對百姓劫掠的案例也不少見，當年許多事件雖被大多當局者刻意隱蔽，但至今仍可從歐美影視作品和電子遊戲的故事隱喻、歐洲歷史學家的考古作品或當代文學記載中可被看見，例如：最後的決鬥（電影）、刺客教條（遊戲）等。
相關戰爭期間的性暴力，紀載於中世紀戰爭藝術史和中世紀文學，以及法國的《羅蘭之歌》、西班牙的《熙德之歌》、德國的《尼伯龍根之歌》和古羅斯的《伊戈爾遠征記》、《羅蘭之歌》...等作品，還有史學家艾因哈德、比德、比昂多、洛倫佐·瓦拉、戴布流克、蘭克、都爾主教格雷戈里、布洛赫、費夫爾、勒高夫...等人紀錄或考古研究，而中世紀戰爭前後皆有因宗教不同及種族等問題，造成諸多流血衝突與種族清洗或搶劫及奴役和性侵當地婦女的事。
中世紀時期因為各民族、種族的王國割據領地相互征伐出現戰亂，當代人民同時也飽受饑荒和戰爭，同時更是因為黑死病或其他種類的瘟疫流行，導致歐洲在中世紀人口大幅減少。

#### 中東與伊斯蘭世界
女性奴隶和强奸在中世纪和近代的阿拉伯奴隶贸易中也都很常见。发生战争或跟著商人去貿易的非阿拉伯地区的女人常被掠夺成为阿拉伯世界的妾奴（通常认为她们在主人死后能得到自由）。大多数这些奴隶都来自南撒哈拉、北非、地中海周邊貿易路線的伊比利半島、巴爾幹半島和高加索地带，以及伊斯蘭世界的非穆斯林女人。
該年代伊斯蘭世界最為經典的案例則是阿拉伯帝國正统哈里发时期、伍麥葉王朝、阿拔斯王朝的擴張和征服，過程均出現種族衝突或對異教徒展開宗教或文化上的迫害，甚至還會出現洗劫和奴役的情形，例如：「穆斯林征服埃及、穆斯林征服西西里、奧里基戰役、拉斯納瓦斯·德·托洛薩會戰、穆斯林的征服、穆斯林征服河中地区、穆斯林征服印度次大陆、伊斯蘭對波斯的征服、倭馬亞征服西班牙、怛罗斯战役」等戰役和戰爭

#### 宗教戰爭
隋朝時代的隋與吐谷渾之戰、隋擊流求之戰兩場戰爭和其他戰役與隋末民變和唐朝開國戰爭的各方起義的割據勢力掃蕩過程，所屠殺和擄掠百姓之事皆紀載於隋書、資治通鑑，如:隋與吐谷渾之戰隋軍殺3000餘人，虜男女4000人，俘虜吐谷渾王公、尚書、將軍共200人、隋擊流求之戰的將領陳棱命令填其溝塹，攻破其柵，斬歡斯渴剌兜，活捉其子島槌，焚其宮室，虜其男女數千人，滿載戰利品而還。
唐朝時代的唐滅高昌、唐滅薛延陀之戰、安史之亂相關戰役、黃巢之亂相關戰役、唐末農民戰爭...等有關虜人或劫掠事件，皆有紀載於資治通鑑、舊唐書、新唐書，如高昌與唐朝的戰爭中的唐軍於是采木填壕，推撞車撞其城樓，於數丈外挖地道，以拋石車投石擊其城中，「其所當者無不糜碎」，高昌守軍以氈被抵擋拋石，但也阻礙了守軍的防禦，唐軍乘機登城，田地城被攻下，城中男女七千餘人被俘、唐滅薛延陀之戰中其部落猶持兩端，李世勣縱兵追擊，前後斬首五千餘級，虜男女三萬餘人、黃巢之亂掃蕩平亂中的唐軍曾一度反攻長安，賊軍暫時撤出，駐軍灞上，唐軍入城後燒殺擄掠，不得民心，黃巢賊軍當夜反攻，將唐軍驅逐出城。這一次黃巢恨城民協助官軍，於是縱兵屠殺，血流成河，謂之「洗城」。黃巢賊軍所過之地，只顧著吃糧，極少建設，百姓皆淨、赤地千里，以及在廣州實施廣州大屠殺 (唐代)、越王之亂當中張光輔縱兵暴掠，將投降之人殺了很多。
五代十國時期的契丹滅後晉之戰、後晉滅後唐之戰、後周代漢、後周攻南唐之戰等戰事內的劫掠虜人事件，皆紀載於舊五代史、新五代史、資治通鑑、遼史，如契丹滅後晉之戰當中經過的耶律德光見到沒有追兵也安然退去，沿途燒光搶光，留趙延壽守貝州，不管百姓死活，趙延壽上奏給遼兵糧餉，耶律德光說大遼從前從無此例，讓軍隊去打草穀，即劫掠的意思，於是遼軍到處搜刮，導致內外積怨十分嚴重。郭威滅漢的事件當中，王峻同時許諾，軍隊開進大梁城時，士兵可以大搶修整十天，軍隊士氣瞬間高漲，後來也因根據之前的約定，郭威所部進入大梁城後四處劫掠施暴城中百姓，進城後軍紀也已蕩然無存，過程城中火光四起，郭威軍的劫掠行為受到了後漢右千牛衛大將軍趙鳳的阻止，城中一些地區得以倖存。

#### 中亞及蒙古帝國征伐
蒙古征戰建立了横跨欧亚大陆的蒙古帝国的蒙古人，在侵略历史上造成了极大的毁坏。文献记载成吉思汗时期前后的征战和蒙古帝國分裂後的四大汗國、瓦剌或突厥等其他中亞部族所建立的汗國，對周邊國家發動的入侵和戰爭，蒙古族或汗國士兵都会出現大量抢劫、洗掠、强奸、屠殺，蒙古族和其他汗國士兵所到之處的鄉村或城市皆無一倖免。一些投降的當地军事力量和當地百姓也會加入蒙古族軍隊或汗國軍隊的軍事編制，以拓展自己的征戰实力，这些行为有时被用于散布恐慌和警告，甚至也時常發生投降或加入蒙古族軍隊或汗國軍隊的軍事編制的人們，會反過來對自己國家的人民進行燒殺掠奪姦淫。

### 日本
非常有争议性

### 近代早期（大航海時代）

#### 明末清初时期
明清时期农民军、明军和清军都有强奸的大量记录。这一时期广泛存在的针对女性性掠夺的残酷性，在历史文献中留下了很多女性集体自杀的事件，各方勢力因攻城略地後，也因為當代軍紀腐敗和戰亂不堪等原因，頻頻出現姦屍個案和盜墓等事蹟。
明末李自成的农民军由于军纪涣散，士兵深夜在所驻扎的百姓家里强奸人家妻女，并嫁祸于俘虏。张献忠的农民军则在滁州战役中将妇女强奸后砍掉头倒埋在土里，认为能让大炮失去作用。遭受清军性暴力的女性涉及面也十分 广泛，下至民妇，上至王妃。清军攻陷扬州时，在筵席上命妇女脱光赤裸，士兵拥抱哗笑。在南京、嘉定、江阴、广州这些抗清最为严厉的地区，对女性的蹂躏也最残酷。先抢劫财物，再掳掠百姓姦淫妇女，最后是无分别的大屠杀當地百姓，甚至烧掉民居或城池，几乎是清军南下征伐和鎮壓的一貫性流程的作風。明军作为制式军队，虽有军纪且专设监督，仍有大量妇女被明军奸淫。
当时城中妇女借鑒於歷史事件的記載，擔心城池失守後恐被敌人污辱強姦，当攻城开始或城池即將被攻破时，就已經先做好自杀或出逃的准备，这种集体性女性自杀在战争期间也颇为常见，例如：建州女真(努爾哈赤統一建州女真之戰)、古勒山之戰(建造費阿拉、擊敗葉赫部)、統一海西女真(攻滅哈達、攻滅輝發、攻滅烏拉、攻滅葉赫)、征撫野人女真、清朝統一戰爭的明清戰爭、清兵入塞、清滅大順之戰、清滅大西之戰、準噶爾之役、清軍入侵朝鮮(丁卯戰爭、丙子戰爭)、征服察哈爾、清灭南明之战內的(嘉定三屠、江陰慘殺、屠蜀、扬州十日)、三藩之亂 、烏蘭布通之戰、昭莫多之戰等戰役或屠殺事蹟，皆有記載當年戰爭當中摻雜的強姦民女和洗劫城內或周邊村落的百姓，以及種族滅絕的屠殺和虐殺戰俘的紀錄；反而戰勝方士兵仍有不少姦淫屍體的相關記載或故事，特別是帶有屠殺或種族滅絕的戰爭。
施暴者对叛亂的不从者或敵方勢力的百姓和婦女以及女戰俘，动辄割去乳房、女阴，或令父亲强奸女儿为戏，或剖开孕妇取出胎儿，其目的仅仅是为了娱乐。

### 第二次世界战争
南京大屠殺、蘇德戰爭、柏林戰役、同盟國佔領德國期間的強姦、三光政策、慰安婦、慰安所、馬尼拉大屠殺、肅清大屠殺、義土戰爭、第二次義大利衣索比亞戰爭、希義戰爭、南斯拉夫戰役、義大利入侵阿爾巴尼亞、義大利戰爭罪行、德國戰爭罪行、德國入侵盧森堡、荷蘭戰役、比利時戰役、法國戰役、義大利入侵法國、猶太大屠殺、赫雷羅人和納馬人大屠殺、納粹德國軍用妓院、納粹德國集中營妓院、蘇聯戰爭罪行、葛根廟屠殺、牡丹江事件、廟街事件、麻山事件、蘇日戰爭、美國戰爭罪行、沖繩島戰役、太平洋戰爭

### 冷戰期間
美軍慰安婦 (日本)、美軍慰安婦 (韓國)、金門八三一、軍中樂園、歡樂組、 失足婦女再教育中心

## 后果

### 生理后果
最近的一项研究罗列了战时强奸受害者可能遭受的生理伤害，主要包括：外部创伤、疾病传播、妊娠死亡、非自愿怀孕、不安全的堕胎或持续妇科疾病。 因为战时强奸发生在冲突地区，很难获得紧急避孕、抗生素和/或堕胎服务。感染艾滋的风险并非不存在，携带艾滋病毒的士兵对被关押在营地中的女性进行轮奸，目的就是使她们感染艾滋病毒。 

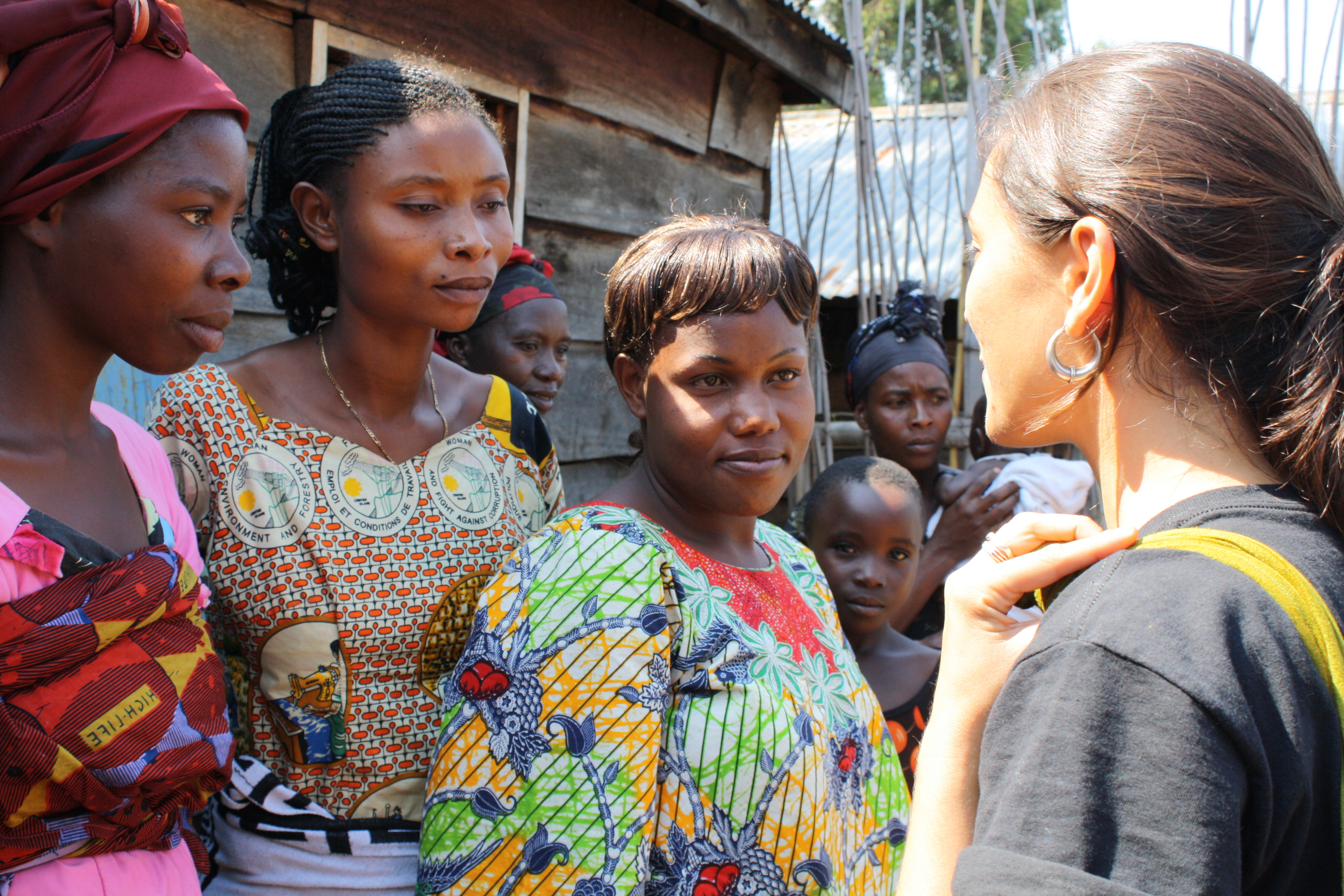
国际救援委员会的心理专家在刚果（金）南基伍地区帮助强奸幸存者

生理后果还包括骨折，如背部骨折、颅裂等，这会导致残疾、视力或听力受损以及脑部疾病。

### 心理后果
战时强奸受害者和幸存者有很高的心理问题风险。
受害者短期的心理伤害包括害怕、无助、沮丧、迷失、自我隔离、脆弱和绝望。如果缺少治疗，性侵和强奸导致的心理伤害是巨大的，有时可能是致死的。性暴力导致的死亡包括自杀和谋杀。对性侵和强奸受害者的谋杀可能是强奸者实施的，也可能是受害者的家庭成员为家庭声誉杀害受害者。
长期心理伤害包括沮丧、焦虑不安（包括创伤后应激综合征）、多种躯体症状、闪回、持续创伤、长期失眠、自我厌恶、噩梦、偏执、难以重建亲密关系、耻辱、恶心、愤怒和持续的恐惧。 他/她可能有睡眠问题、胃口变化或经常爆发负面情绪，如创伤后应激综合征、沮丧、自虐、依赖。遭受性侵的个人可能会有其他的日常问题，包括与家人争吵，并在工作中存在问题。缺少专业性的心理治疗也使战时强奸受害者遭受更大的不幸。 逃难的妇女同样很难获得足够的心理救助以解决战时强奸带来的伤害——不仅仅是缺少法律诉讼渠道，她们同样缺少足够的免遭性暴力的保护。此外，更多的难民和庇护寻求者倾向于向自己的国家寻求救助，而当他们国家仍处于冲突中时，针对受害者的心理治疗变得更为困难。由不属于任何宗教、种族或社区的个人提供的心理支持和咨询可能会增加患者与咨询师交流的难度。因此，受害者未在咨询过程中得到足够的情感和心理支持，影响患者长期的心理愈合过程。

### 社会心理后果
除了生理和心理后果外，战争状态下发生的性暴力常常损坏强奸受害者和其社区间的关系。因此，战时强奸现象可以影响整个社会，这也是武装冲突中将其作为一种战斗策略的原因之一。强奸“敌方”妇女同样也是对受害者所代表社区男人的一种虐待和羞辱。
战时强奸的受害者多数为妇女，除了社会心理创伤，因遭受强奸而出生的儿童往往面临着显著的社会污名化。对战时强奸这一问题的忌讳同样可能阻碍战后和解的过程。

#### 污名化与孤立
战时强奸的社会心理后果体现了受害者和其社会的关系是怎样因战争期间的性虐待而改变的。不管是在冲突中还是在冲突后，一旦被知道遭受过性虐待，战时强奸受害者往往发现她们会遭到社会的孤立，被丈夫抛弃，被社区拒之门外。痛苦的考验从不会因为在性虐待中幸存而停止，反而对受害者自己来说会存在长期的影响。二次伤害过程见证了性暴力受害者是怎样继续“在直接的肉体伤害已经消失后继续受到伤害的”，而污名化和排斥是二次伤害的主要来源。
这种现象在保守社会尤为明显，在这种社会中女性被认作与男性荣誉相关联，贞操是最核心的价值，且种族是通过男性基因延续的。考虑到性所蕴含的种族性，强奸可能变成种族清理或种族屠杀的一种形式，正如发生在卢旺达和波斯尼亚的强奸所蕴含的计划性一样。 在这种情况下，“强奸作为战争的武器已经不是一个独立的议题，而是一个社会性话题。” 在一些国家，战时性暴力的目标就是让妇女感染艾滋病毒，妇女不只需要面对战时强奸所带来的性别歧视，还需要遭受人们普遍对于艾滋病毒携带者的歧视.

#### 对因强奸而出生的儿童的影响
对于因是强奸成孕而出生的儿童，战时强奸同样具有强烈且长期的影响。一方面，这些孩子的身份无法立即得到确认，他们很可能在很久之后才能找到自己的生父；反过来说，如果这些孩子自己甚至是社区知道他们是“战争的孩子”， 他们很可能被当地社区当做“异族”对待。这种儿童近代於在乌干达、波斯尼亚、黑塞哥维那、塞拉利昂和卢旺达等地大量存在，歷史上世界各地因戰爭強姦而出生的孩子，也並不在少數。他们的遭遇揭示了因战时强奸出现的孩子的命运。由于他们的母亲并不希望生下他们，他们必须面对身份确认的问题——不管是官方还是私人的——而且有时候享受不到应有的如教育、不遭受歧视甚至基本的人身安全等权利。  因强奸出生的儿童在心理和生理上都更为脆弱，且在冲突或后冲突地区，儿童被抛弃的新闻被大量报道。

#### 对战后和解的影响
战时强奸可能对战后和解产生负面影响，并牵扯到包括强奸在内的战争罪的判决。考虑到对污名化和孤立的恐惧，受害者可能更倾向于对自己所遭受的暴力保持沉默。的确，对武装冲突期间强奸案例的报道不足，这是战后社区要面临的主要问题， 包括联合国秘书长、联合国人权事务委员会 和许多国际非政府组织已经指出了这一点
正如人权观察组织针对卢旺达大屠杀期间强奸案例的研究显示，受害者“十分沮丧，以和平及和解的名义，他们被要求尽快忘记发生在他们身上的事。  ”受害者对孤立的威胁感到害怕，这使他们很难对战时强奸建立清晰的认识，并起诉行凶者他们所犯的罪行。正如在达福所发生的强奸那样：“许多案例未得到报道，因为受害者害怕污名化、耻辱和报复。在许多政府官员的恐吓下，他们否认强奸的发生。同时我们也很难接触到一些战乱地区。” 这表明了受害者在社会层面上所遇到的另一种困难。强奸行凶者通常是政府官员或与国家机构有关系者，这使得对侵犯事件的报道变得毫无意义。

### 心理治疗
卫生保健设施对于为强奸受害者重建社会心理支持系统十分重要。心理支持小组常常受到实地医疗系统资料缺乏的限制。医疗从业人员和卫生保健工作者在冲突地区和后冲突地区面临艰巨挑战。世界卫生组织解释道，“卫生保健系统被分散瓦解、记忆和知识被侵蚀、权力消散”。 在后冲突地区遭受战争破坏的社会，医疗基础设施已经被摧毁，比如：摧毁或部分摧毁医院（诊所）；医院停止运转；医疗物资不足；缺乏流动水和电力。解除武装叛军和其他团体武装是战后头等大事，这使急需心理和医疗救护的强奸受害者的重要性下降。“如果我们没有能力去阻止战争发生，我们至少有责任更好的理解并对待其造成的心理、医疗和社会后果。” 住在偏远山区或长期贫困地区的战时强奸幸存者更难获得心理健康救助。卫生保健和心理治疗是受难者伤口愈合的关键，因此，性暴力必须作为医疗紧急情况治疗，并在72小时内予以处置。
在应对性暴力上，国家的作用至关重要。各国必须确保提供适当的医疗、心理、社会心理、经济及法律援助，提高其国内权限和能力以应对所有性暴力受害者的具体需求和脆弱性。它们负有终止性暴力并在其发生时作出应对的首要责任。红十字国际委员会敦促各国进一步把国际人道法（尤其是绝对禁止性暴力）融入本国的法律体系，通过制定并执行把强奸和其他形式的性暴力犯罪化的适当国内立法，打击有罪不罚现象。只有各国弥补了导致性暴力持续存在的差距，诸如安全和司法系统能力的缺乏，上述措施才会是有效的。因此，必须充分调动调查犯罪、起诉嫌疑人并制裁那些被确定为有罪之人的有效机制，以确保犯罪人为其罪行承担责任。必须将任何可获得的支持告知寻求正义的受害人，使其能够安全地提出指控，不用担心报复、羞辱或不必要的冗长程序。